# Bernd Podak
Bernd Podak (* 20. August 1942 in Berlin; † 13. März 2018 in Marienheide) war ein deutscher Handballtorwart.

## Karriere
Seine handballerische Karriere begann Podak in seiner Heimatstadt beim TSV 1860 Spandau. Danach wechselte er zu den Lokalrivalen TuS Neukölln, SAS Charlottenburg und PSV Berlin, wo er im Wesentlichen Feldhandball spielte. 1965 wurde er vom VfL Gummersbach verpflichtet und spielte danach hauptsächlich Hallenhandball. 1966 wurde er mit den Oberbergern Deutscher Meister. Im Finalspiel verließ er in der Schlussphase das Tor, spielte auf dem Feld mit und erzielte gegen Leutershausen das vorentscheidende 12:9. Dies brachte ihm den Ruf als Radenković des Handballs ein. Der Fußballtorwart Petar Radenković war zur damaligen Zeit für seine „Ausflüge“ aus dem Strafraum bekannt. Nach einer Reihe nationaler und internationaler Erfolge ging Podak 1972 zu TuS Derschlag. Mit der Mannschaft stieg er 1975 in die Bundesliga auf. Ein Jahr später beendete Podak dann seine Karriere.
Für Deutschland bestritt Bernd Podak zwölf Länderspiele.
Für den Gewinn des Europa-Pokals der Landesmeister erhielt er am 28. April 1967 das Silberne Lorbeerblatt.
Podak war ein sehr vielseitiger Sportler. Mit 7,27 m im Weitsprung und 71,96 m im Speerwurf wurde er Deutscher Polizeimeister und im Fünfkampf Deutscher Vize-Meister. Daneben spielte er auch Fußball und stieg mit der Fußballmannschaft des VfL Gummersbach in die Landesliga auf.
Von Beruf war Podak Polizeihauptkommissar. Dem Handball war Podak, der den A-Schein als Handballtrainer hatte, weiter verbunden und trainierte eine Jugendmannschaft.

## Erfolge
- Deutscher Meister 1966 und 1967 und 1969
- Europapokal der Landesmeister 1967 und 1970